# Харпер, Фрэнсис
Фрэнсис Эллен Уоткинс Харпер (24 сентября 1825, Балтимор — 22 февраля 1911, Филадельфия) — американская аболиционистка, суфражистка, поэтесса и писательница; по национальности была афроамериканкой. Принимала активное участие в реализации различных социальных реформ и была членом Женского христианского союза.

## Биография
Родилась в семье свободных чернокожих в Балтиморе, штат Мэриленд, была единственным ребёнком в семье. В трёхлетнем возрасте осталась сиротой и воспитывалась в семье тёти и дяди по материнской линии. Её дядя Уильям Уоткинс, служивший священником и содержавший школу для чернокожих детей, оказал большое влияние на становление личности Фрэнсис. С 14-летнего возраста работала швеёй.
В 1850 году стала первой женщиной — преподавательницей шитья в юнионистской семинарии. В 1851 году совместно с Уильямом Стиллом, председателем Пенсильванского аболиционистского общества, помогала в переправке беглых рабов по подземной железной дороге в Канаду. В 1853 году вступила в Американское антирабовладельческое общество и стала выступать перед публикой как оратор. После окончания Гражданской войны участвовала в борьбе за предоставление женщинам (в том числе афроамериканкам) избирательного права и участвовала в других социальных протестах. В 1873 году стал председателем «цветного» отделения Женского христианского союза в Филадельфии и Пенсильвании. В 1894 году участвовала в основании Национальной женской цветной ассоциации и заняла должность её вице-президента. Скончалась за девять лет до получения американскими женщинами права голоса.
Свою первую книгу стихов «Forest Leaves» издала в 1845 году в возрасте 20 лет, а первый роман «Iola Leroy» — в возрасте 67 лет. Наиболее коммерчески успешным произведением её авторства стал сборник стихов «Poems on Miscellaneous Subjects» (1854); её новелла «Two Offers» была опубликована в 1859 году в журнале «Anglo-African Magazine»; это была первая опубликованная в США новелла авторства чернокожей женщины. В 1872 году вышел её сборник «Sketches of Southern Life», в котором описывались путешествие писательницы по американскому Югу, встречи с получившими свободу бывшими рабами и тяжёлые бытовые условия, в которых те были вынуждены жить.